# Concursul Muzical Eurovision
Concursul Muzical Eurovision (en.: Eurovision Song Contest; fr.: Concours Eurovision de la Chanson) este o competiție anuală desfășurată între multe dintre țările care sunt membre active ale Uniunii Europene de Radio-Televiziune (European Broadcasting Union, EBU).
Fiecare țară participantă înscrie un cântec pentru a fi interpretat în direct la televizor și la radio, după care acordă voturi cântecelor celorlalte țări pentru a se determina cea mai apreciată melodie participantă. Concursul a fost transmis în fiecare an de la inaugurarea sa în 1956 și este unul dintre cele mai longevive programe de televiziune din lume. De asemenea, este unul dintre cele mai vizionate evenimente non-sportive din lume, cifrele de audiență fiind estimate în ultimii ani la valori între 100 și 600 de milioane de telespectatori la nivel internațional. Eurovision a fost transmis și în țări precum Argentina,Brazilia, Canada, China, Columbia, Coreea de Sud, Egipt, Filipine, India, Iordania, Japonia, Mexic, Noua Zeelandă, Statele Unite, Taiwan, Thailanda, Uruguay și Venezuela, în ciuda faptului că acestea nu participă. Începând din 2000, concursul este transmis și pe Internet, ediția din 2006 fiind urmărită de mai mult de 74 000 de persoane din aproape 140 de țări.
Printre artiștii ale căror cariere internaționale au fost lansate în urma participării sau a victoriei la Eurovision se numără, printre alții, Domenico Modugno (locul 3 în 1958), ABBA (locul 1 în 1974), Céline Dion (locul 1 în 1988), Julio Iglesias (locul 4 în 1970) și Måneskin (locul 1 în 2021).

## Origini
În anii 1950, în timp ce o Europă devastată de al Doilea Război Mondial încerca să se reconstruiască, Uniunea Europeană de Radio-Televiziune (EBU) — cu sediul în Elveția — a înființat o comisie ad-hoc pentru găsirea de idei prin care ar putea să unească țările membre EBU în jurul unui „program deschis de divertisment”. La o ședință a comisiei ținută în Monaco în ianuarie 1955, directorul general al televiziunii elvețiene, Marcel Bezençon, a conceput ideea unui concurs muzical internațional în care țările să participe într-un program televizat care să fie transmis simultan în toate țările uniunii. Competiția s-a bazat pe Festivalul de Muzică de la Sanremo, ținut în Italia, și a fost, de asemenea, privit ca un experiment tehnologic în televiziunea live, fiindcă, pentru acea perioadă, aducerea mai multor țări într-o rețea de transmisiune internațională largă era considerată un proiect ambițios. Televiziunea prin satelit nu exista; de aceea, Rețeaua Eurovision a fost formată dintr-o rețea terestră bazată pe transmiterea datelor prin microunde. Conceptul, cunoscut atunci ca „Eurovision Grand Prix”, a fost aprobat de Consiliul General al EBU la o ședință ținută la Roma pe 19 octombrie 1955 și s-a decis ca primul concurs să aibă loc în primăvara anului 1956 la Lugano, Elveția. Numele „Eurovision” a fost utilizat pentru prima oară în relație cu rețeaua EBU de către jurnalistul britanic George Campey în tabloidul Evening Standard, în 1951.
Prima ediție s-a ținut în orașul Lugano din Elveția, pe 24 mai 1956. Au participat 7 țări, fiecare trimițând câte 2 cântece. Aceasta a fost singura dată când țările au fost reprezentate de mai mult de un cântec; începând din 1957, fiecare țară participantă a avut doar câte un singur cântec reprezentant. Această ediție a fost câștigată de țara-gazdă, Elveția.
Emisiunea a fost cunoscută inițial ca „Eurovision Grand Prix”. Termenul de „Grand Prix” a fost adoptat de Danemarca, Norvegia și de țările francofone, denumirea în limba franceză fiind „Le Grand-Prix Eurovision de la Chanson Européenne”. Termenul a fost ulterior înlocuit cu „Concours” („concurs”) în franceză, dar nu și în daneză sau în norvegiană. Rețeaua Eurovision este folosită pentru transmiterea internațională de știri și programe sportive, printre alte evenimente speciale organizate de EBU. Cu toate acestea, numele „Eurovision” este asociat de publicul larg cu Concursul Muzical Eurovision.

## Format
Deși formatul concursului s-a schimbat de-a lungul anilor, principiile sale de bază au rămas aceleași: țările participante înscriu cântece care vor fi, apoi, interpretate live într-o emisiune TV transmisă în direct simultan în țările ce aparțin Rețelei Eurovision. Prin „țară”, ca participant, se înțelege un post TV din țara respectivă — de obicei, postul public al țării. Evenimentul este găzduit de una dintre țările participante, fiind transmis de acolo. În timpul emisiunii, după ce toate cântecele sunt interpretate, fiecare țară acordă voturi cântecelor participante, cu excepția celui care reprezintă țara respectivă. La sfârșit, cântecul câștigător, cel care va fi adunat cele mai multe puncte în urma votului, este interpretat din nou. Câștigătorul primește, pur și simplu, onoarea de a fi câștigat, deși este obișnuit ca textierii și compozitorii cântecului învingător să obțină și un trofeu; în plus, națiunea câștigătoare este invitată să găzduiască evenimentul în anul următor.
Programul este invariabil deschis de unul sau mai mulți prezentatori care salută privitorii. De cele mai multe ori, țările se folosesc de oportunitatea de a găzdui un concurs cu o audiență internațională și pentru a intercala periodic imagini de promovare turistică. Segmentul de votare al emisiunii este, de obicei, precedat de un intermediu, care poate fi reprezentat de orice formă de divertisment. Fiecare transmisiune în direct este precedată și urmată de logoul EBU/Eurovision, acompaniată de motetul „Te Deum”, compus de Marc-Antoine Charpentier.
De regulă, finala Concursului Muzical Eurovision se desfășoară primăvara, într-o seară de sâmbătă, la ora 19:00 UTC (22:00 EEST). În genere, este aleasă pentru acest scop o seară de sâmbătă din luna mai, deși au existat și excepții — în 1956, a fost într-o joi,, iar în 1979, a fost în martie.

## Participare
Țările eligibile pentru participare includ membrii activi (nu și cei asociați) ai EBU. Membrii activi sunt țările aflate în Aria Europeană de Transmisie sau în Consiliul Europei. Membrii activi trebuie, de asemenea, să fie capabili să își transmită conținutul către cel puțin 98% din populația cu televizoare din țara pe care o reprezintă.
     Participante cel puțin o dată
     Neparticipante, dar eligibile
     Au intenționat, dar s-au retras ulterior

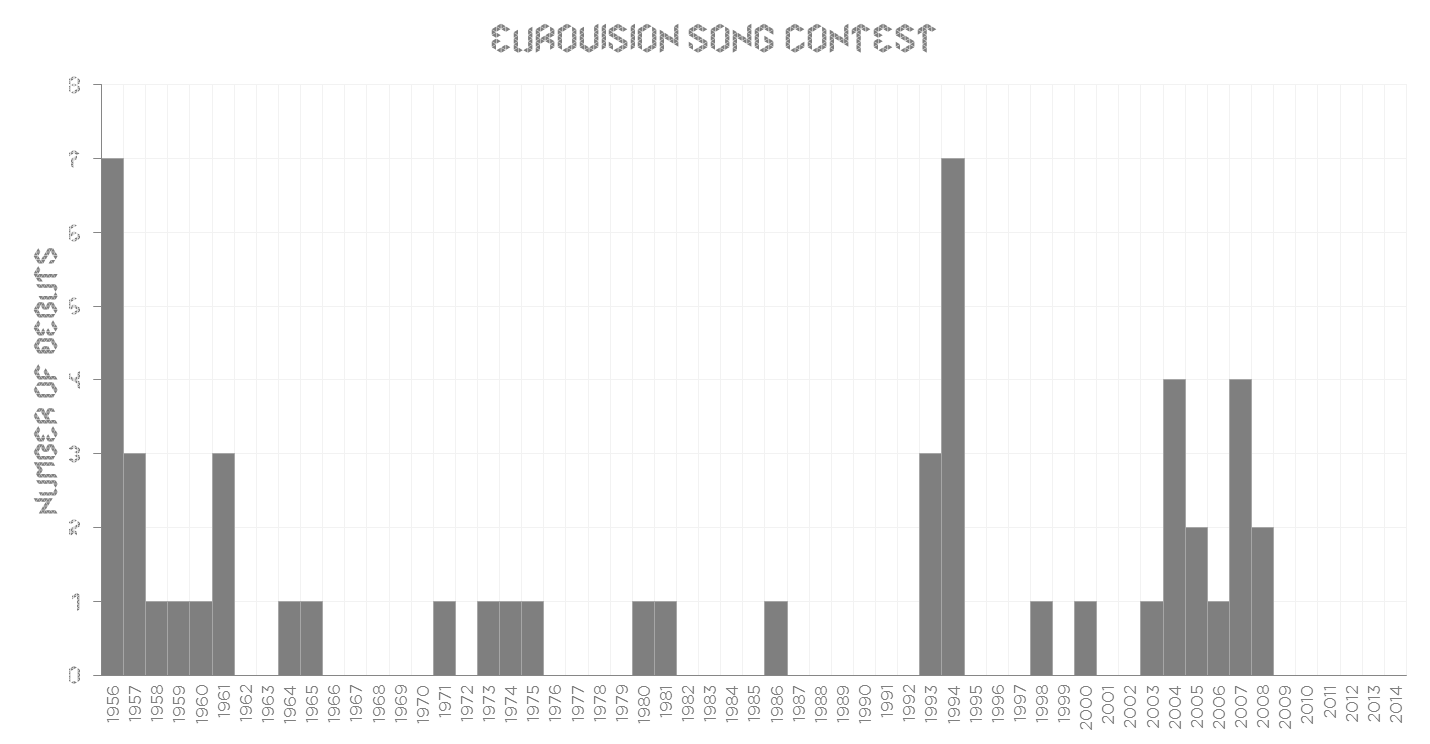
Numărul țărilor debutante la Eurovision.

Participarea țărilor din 1956 până în prezent:
Participante cel puțin o dată
Neparticipante, dar eligibile
Au intenționat, dar s-au retras ulterior

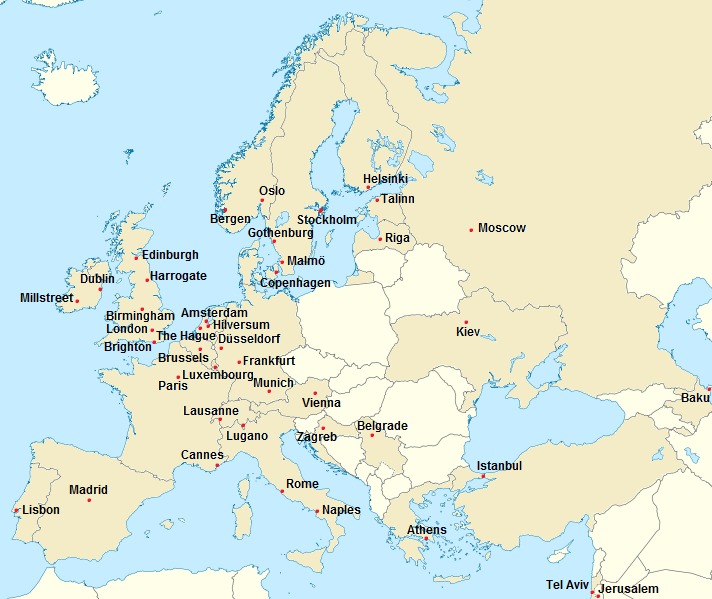
Orașe care au găzduit Concursul Muzical Eurovision

Eligibilitatea de participare nu este determinată de apartenența la continentul european sau la Uniunea Europeană. Mai multe țări situate geografic în afara Europei pot participa: Armenia, Cipru, Israel, Maroc. De asemenea, Turcia, Azerbaidjan, Georgia și Rusia, situate doar parțial în Europa, sunt eligibile.
51 de țări au participat cel puțin o dată. Acestea sunt enumerate în tabelul de mai jos, împreună cu anul în care și-au făcut debutul în concurs:
| An   | Țări care și-au făcut debutul                                        |
| ---- | -------------------------------------------------------------------- |
| 1956 | Belgia, Elveția, Franța, Germaniaa, Italia, Luxemburg, Țările de Jos |
| 1957 | Austria, Danemarca, Regatul Unit                                     |
| 1958 | Suedia                                                               |
| 1959 | Monaco                                                               |
| 1960 | Norvegia                                                             |
| 1961 | Finlanda, Iugoslaviab, Spania                                        |
| 1964 | Portugalia                                                           |
| 1965 | Irlanda                                                              |
| 1971 | Malta                                                                |
| 1973 | Israel                                                               |
| 1974 | Grecia                                                               |
| 1975 | Turcia                                                               |
| 1980 | Maroc                                                                |
| 1981 | Cipru                                                                |
| 1986 | Islanda                                                              |
| 1993 | Bosnia și Herțegovina, Croația, Slovenia                             |
| 1994 | Estonia, Lituania, Polonia, România, Rusia, Slovacia, Ungaria        |
| 1998 | Republica Macedonia                                                  |
| 2000 | Letonia                                                              |
| 2003 | Ucraina                                                              |
| 2004 | Albania, Andorra, Belarus, Serbia și Muntenegru                      |
| 2005 | Bulgaria, Republica Moldova                                          |
| 2006 | Armenia                                                              |
| 2007 | Georgia, Muntenegru, Republica Cehă, Serbia                          |
| 2008 | Azerbaidjan, San Marino                                              |
| 2015 | Australia                                                            |

a) Înainte de Reunificarea Germaniei din 1990, doar Germania de Vest a participat (sub numele de Germania).
b) „Iugoslavia” semnifică Republica Socialistă Federativă Iugoslavia sau Republica Federală Iugoslavia (în 1992). Națiunea s-a dizolvat între 1991 și 1992 în 5 state independente: Slovenia, Croația, Republica Macedonia, Bosnia și Herțegovina și Republica Federală Iugoslavia. Republica Federală Iugoslavia a devenit Serbia și Muntenegru în 2003, s-a alăturat concursului în 2004 și s-a dizolvat în 2006, formând 2 state independente (Muntenegru și Serbia), care au debutat în concurs în 2007, Serbia chiar câștigând în acel an.

## Găzduire
Cea mai mare parte a costurilor necesare producerii concursului sunt acoperite de sponsori comerciali, în prezent cel mai mare sponsor fiind Moroccanoil (2023), și de contribuții aduse de alte țări. Competiția este considerată o oportunitate unică de a promova țara-gazdă ca destinație turistică. În 2005, Ucraina chiar a eliminat necesitatea vizelor pentru vizitatorii din UE, pentru a facilita călătoriile în perioada concursului.

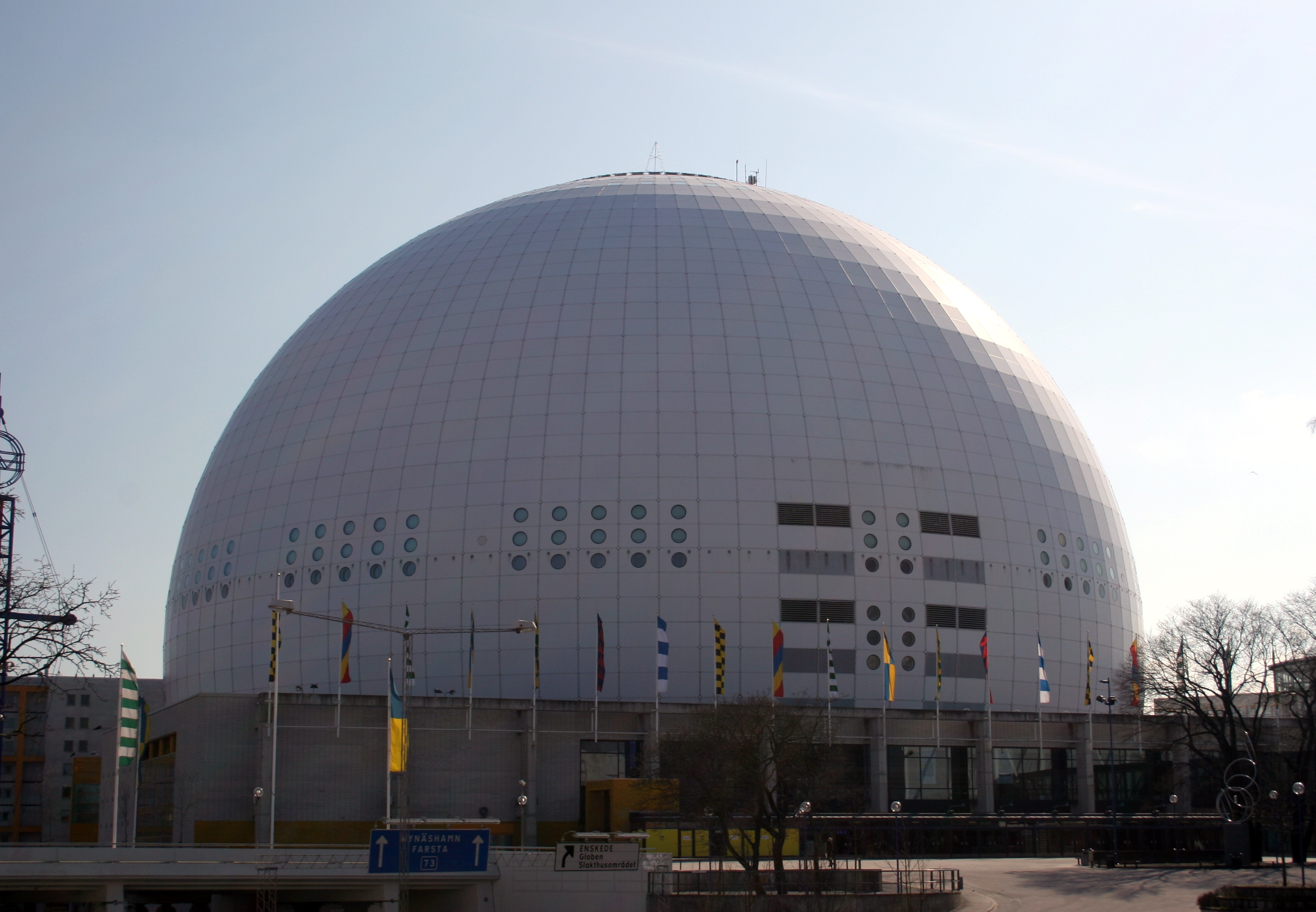
Globen, Stockholm, arena în care s-a desfășurat Eurovision 2000 și 2016.

Pregătirile evenimentului încep la câteva săptămâni după victoria țării-gazde în ediția precedentă și după confirmarea de către aceasta că intenționează și este capabilă să găzduiască evenimentul. Sunt alese un oraș-gazdă — de regulă, capitala — și o sală de spectacole potrivită. Cele mai mari săli în care a avut loc competiția au fost stadionul Parken (în Copenhaga; aproximativ 38 000 de spectatori în 2001) și Arena Esprit (în Düsseldorf; 36 500 de spectatori în 2011). Cea mai mică localitate-gazdă a fost Millstreet, Irlanda (1993). Satul avea o populație de 1 500 de locuitori, deși Green Glens Arena are o capacitate de 8 000 de persoane.
Facilitățile de cazare și presă din vecinătate sunt mereu de luat în considerare în alegerea unui oraș și a unei săli. În 2005, la Kiev, nu au existat suficiente camere de hotel; de aceea, organizatorii concursului au cerut guvernului ucrainean să împiedice rezervările pe care EBU nu le putea controla prin delegațiile oficiale, lucru ce a dus la anularea mai multor rezervări deja făcute.

## Tema și logoul Eurovision
Logoul generic utilizat în prezent a fost introdus cu ocazia Concursului Muzical Eurovision 2004, pentru a crea o identitate vizuală constantă. Steagul țării-gazdă apare în forma de inimă din logoul generic. În fiecare an, gazda creează o subtemă care este, de regulă, însoțită de un sublogo și de un slogan.

## Săptămâna Eurovision
Termenul „Săptămâna Eurovision” denotă săptămâna în care concursul are loc. Luând în considerare faptul că este o emisiune în direct, există un număr de repetiții pentru fiecare concurent, desfășurate pe scenă cu mai multe zile înaintea concursului; de aceea, delegațiile trebuie să ajungă din timp la locul concursului. În aceeași perioadă sosesc și reprezentanți ai presei. Câteva hoteluri acreditate oficial sunt selectate pentru cazarea delegațiilor, fiindu-le asigurate și mijloace de transport între hoteluri și sala de spectacol.
Fiecare post TV participant nominalizează un șef de delegație, care coordonează mișcările celorlalți membri și funcționează ca reprezentant în cadrul EBU. Delegațiile cuprind interpreți, textieri, compozitori, jurnaliști, dirijori (înainte de 1999) și, dacă se dorește, comentatori (care primesc cabine în spatele publicului).

### Repetiții și conferințe de presă

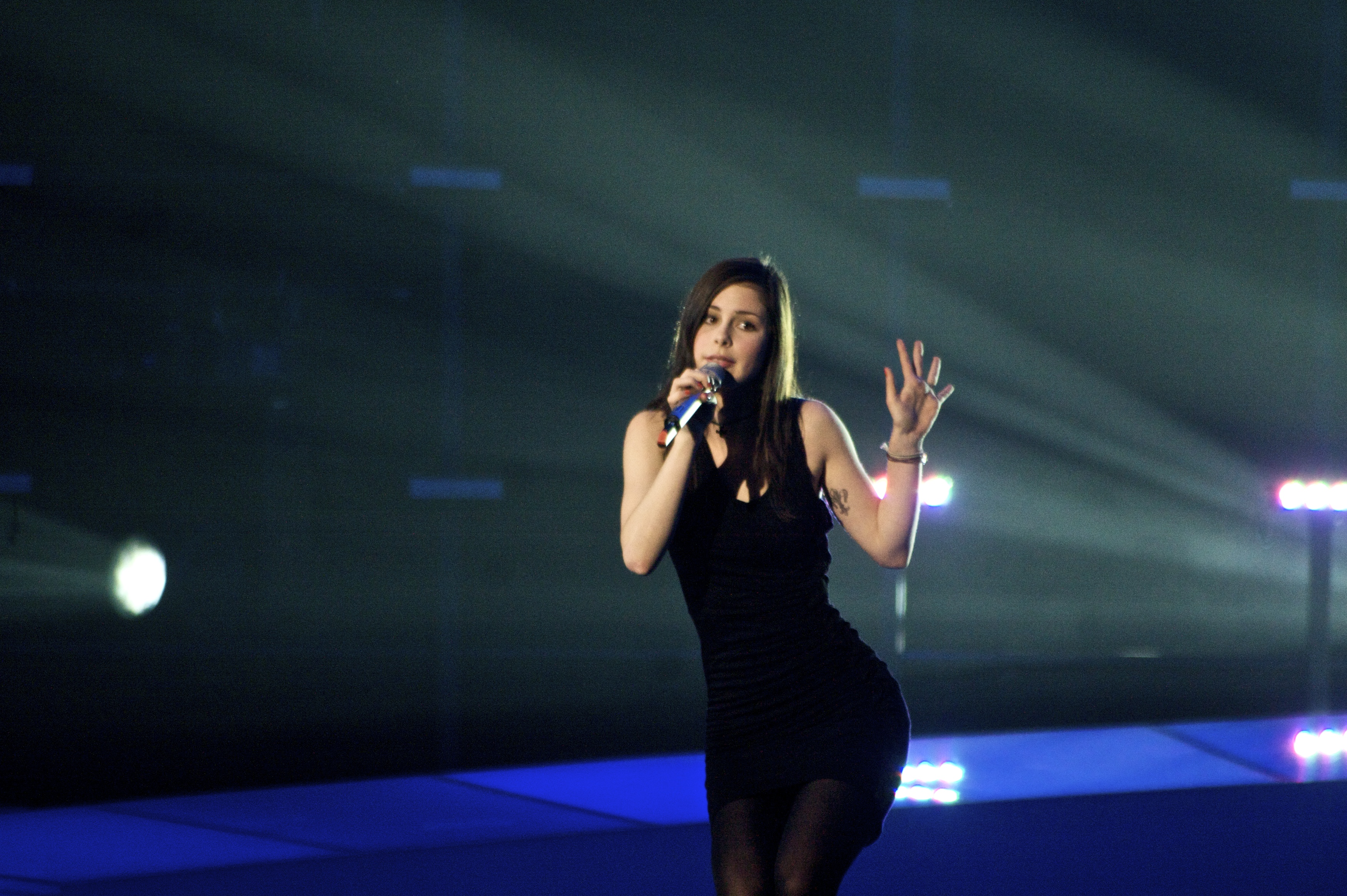
Lena, reprezentanta Germaniei în 2010, interpretând „Satellite” în timpul unei repetiții.

Delegațiile obișnuiau să sosească în duminica dinaintea concursului, pentru a fi prezente la repetițiile de luni. Totuși, după introducerea semifinalelor și mărirea numărului de participanți, a rezultat necesitatea ca delegațiile să ajungă în orașul-gazdă cu aproape două săptămâni înainte de concurs. Există două perioade de repetiții pentru fiecare țară, desfășurate în această perioadă.
După fiecare repetiție individuală, delegația se întrunește cu regizorul artistic al numărului în camera de vizionare, unde privesc înregistrarea repetiției, discutând diferite aspecte, precum unghiurile camerelor, luminile și coregrafia, în încercarea de a obține un efect estetic maxim. Acesta este momentul în care șeful de delegație poate aprecia necesitățile actului artistic și le poate cere televiziunii-gazdă. După aceea, are loc o conferință de presă, în care reprezentanții presei acreditate pot pune întrebări delegației.
Înainte de fiecare spectacol, există 3 repetiții generale ale acestuia: 2 în ziua precedentă, iar una cu câteva ore înainte de evenimentul live. Cum biletele pentru spectacolele în direct se obțin greu, sunt puse în vânzare și bilete pentru aceste repetiții. Cea de-a doua repetiție este denumită „repetiția pentru juriu”, fiindcă ea este cea luată în considerare de juriile naționale atunci când evaluează cântecele. Acest lucru înseamnă că 50% din rezultat este decis cu o zi înaintea spectacolului propriu-zis.

### Petreceri șiEuroclub
În seara de luni a Săptămânii Eurovision, are loc o festivitate de deschidere, în care administrația orașului-gazdă organizează o petrecere de întâmpinare a concursului Eurovision, care se ține într-o locație publică din centrul orașului. Toate delegațiile sunt invitate, iar petrecerea este acompaniată, în genere, de muzică live, mâncare și băuturi gratuite și — recent — focuri de artificii.
După fiecare semifinală/finală, există petreceri post-concurs în diferite locații din orașul-gazdă. Un club primește statutul de Euroclub (club de noapte cu tematica Eurovision) pe perioada Săptămânii Eurovision. Întregul personal acreditat este invitat.

## Votare
Sistemele de votare utilizate în trecut s-au schimbat de-a lungul anilor. Sistemul actual se folosește începând din 1975 și este un sistem de votare pozițional. Țările acordă un set de puncte (1, 2, 3, 4, 5, 6, 7, 8, 10, 12) celorlalți participanți, 12 puncte primind favoritul.
Tradițional, seturile de voturi erau decise de un juriu intern, dar, în 1997, 5 țări (Austria, Elveția, Germania, Regatul Unit și Suedia) au experimentat un sistem de televot, dând telespectatorilor oportunitatea de a vota pentru cântecele lor preferate. Experimentul a fost un succes, iar, din 1998, toate țările au fost încurajate să folosească televotul dacă aveau posibilitatea. S-au păstrat, totuși, jurii de rezervă, în eventualitatea eșuării televotului. Metoda actuală de a clasa cântecele, introdusă în 2009, este o combinație egală între voturile juriilor (formate din profesioniști în industria muzicală) și cele ale telespectatorilor.
Începând din 1964, voturile sunt verificate de un supervizor, care este responsabil de asigurarea corectitudinii alocării punctelor. Această funcție a fost ocupată de următoarele persoane:
- Miroslav Vilcek (1964-1965)
- Clifford Brown (1966-1977)
- Frank Naef (1978-1992)
- Christian Clausen (1993-1995)
- Christine Marchal-Ortiz (1996, 1998-2002)
- Marie-Claire Vionnet (1997)
- Sarah Yuen (2003)
- Svante Stockselius (2004-2010)
- Jon Ola Sand (2011-2020)
- Martin Österdahl (2021-prezent)

Conform unui studiu al tendințelor de votare la Eurovision, unele țări formează grupuri și clișee, votând similar în fiecare an. Alt studiu conchide că, până în 2006, blocurile de votare au afectat crucial, cel puțin de două ori, rezultatul concursului.

### Prezentarea voturilor
După actul de interval, când toate punctele sunt deja calculate, prezentatorii intră în direct cu purtători de cuvânt din fiecare țară votantă pentru a afla rezultatele voturilor. Înainte de 1994, acest lucru s-a realizat prin convorbiri telefonice în direct. Din 1994, purtătorii de cuvânt apar în transmisiune directă audio-video prin satelit. De multe ori, țările se folosesc de această oportunitate și oferă pe fundal imagini ale unor locuri faimoase de pe teritoriul lor (de exemplu, purtătorul de cuvânt din Franța ar putea să fie văzut stând în fața Turnului Eiffel).
Astăzi, punctele de la 1 la 7 sunt afișate automat pe ecran (schimbare adusă în 2006), iar celelalte puncte sunt citite în ordine ascendentă de către purtătorul de cuvânt, culminând cu scorul maxim (12 puncte). Țările trebuie să își anunțe punctajele în una dintre limbile oficiale ale EBU (engleză, franceză), iar prezentatorul va repeta scorurile în cealaltă limbă. Exclamația „douze points” („douăsprezece puncte” în franceză) este frecvent asociată Concursului Muzical Eurovision.
În perioada 1957–1962, țările participante erau apelate în ordinea inversă interpretărilor scenice, iar în perioada 1963–2003, în ordinea interpretărilor scenice. În 2004, s-a folosit ordinea alfabetică a codurilor țărilor după standardul ISO 3166-1 alpha-2. În 2005, au fost apelate întâi țările necalificate din semifinală, în ordinea interpretării, urmate de țările finaliste, în ordinea interpretării în finală. Între 2006 și 2010, ordinea a fost stabilită prin tragere la sorți. Începând din 2011, ordinea de votare este determinată utilizând un algoritm ce se folosește de rezultatele juriului în încercarea de a crea un segment de votare cu cât mai mult suspans posibil.
Între 1971 și 1973, fiecare țară a trimis câte 2 jurați, care au fost prezenți la locul concursului (deși, în 1972, ei au stat în Castelul Edinburgh) și și-au anunțat voturile când camerele se concentrau pe ei. În 1973, unul dintre jurații elvețieni și-a prezentat voturile adoptând mișcări bombastice. Sistemul a fost înlocuit în următorul an.
În 1956, voturile nu au fost prezentate publicului: un juriu a anunțat, pur și simplu, victoria Elveției. În perioada 1957–1987, punctele au fost afișate pe tabele de marcaj fizice aflate lângă scenă. Datorită progresului graficii computerizate, tabelele fizice au fost înlocuite de reprezentări electronice ce pot fi afișate pe ecrane.
Începând cu anul 2016 a fost introdus un nou sistem afișare a rezultatelor cu scopul a elimina posibilitatea ca telespectatorii să afle câștigătorul concursului atunci când încă mai sunt țări care să-și anunțe punctajele. Astfel, s-a ales un nou sistem bazat pe sistemul de vot din selecția Suediei (Melodifestivalen). În cadrul acestui sistem sunt afișate mai întâi punctajele juriului. Punctajele de la 1 la 10 sunt afișate automat pe ecrane, iar purtătorul de cuvânt doar anunță țara care a primit 12 puncte. La final, este realizat un clasament parțial format din voturile juriului. Ulterior se anunță pentru fiecare țară participantă punctajul cumulat de la voturile telespectatorilor. Acest punctaj se adună cu punctajul juriului și rezultă punctajul final al țării respective. În perioada 2016-2018 punctajele tele-votingului au fost anunțate în ordine descrescătoare (Adică țara clasata pe locul 26 cu X puncte este Y, se anunța țara clasată pe locul 25, 24 șamd.), iar din 2019 punctajul televotingului este anunțat în ordinea descrescătoare a rezultatelor obținute la clasamentul juriului. Practic, prima dată este afișat rezultatul pentru țara clasată pe locul 26 la juriu, apoi pentru cea clasată pe 25, 24, etc nemaiținându-se cont de punctajul efectiv pe care țările le-au obținut (Adică țara de pe locul 26 poate obține 100 de puncte, următoare doar 5, următoarea 27, etc). În acest fel doar ținând evidența din punct de vedere matematic se mai poate anticipa câștigătorul concursului înainte de finalul votului. 

### Cazuri de egalitate pentru locul I
În 1969, când 4 dintre cele 16 țări participante (Franța, Regatul Unit, Spania și Țările de Jos) s-au aflat la egalitate pe primul loc, nu existau reguli predeterminate de departajare; astfel, toate cele 4 țări au fost declarate câștigătoare, fapt ce a cauzat nemulțumiri printre ceilalți participanți. Finlanda, Norvegia, Portugalia și Suedia au boicotat concursul din 1970, lucru ce a cauzat crearea unei reguli de departajare.
Conform regulilor actuale, în caz de egalitate pentru primul loc, se iau în considerare următoarele lucruri, în ordine:
- numărul de țări care au votat cele 2 sau mai multe țări aflate la egalitate;
- numărul de ocazii cu care cele 2 sau mai multe țări au primit 12 puncte, apoi 10, 8, 7, 6, 5, 4, 3, 2, 1.

Dacă, după vreunul dintre acești pași, egalitatea este rezolvată, procedura este întreruptă și se declară câștigătorul. În cazul foarte improbabil în care încă există o egalitate după parcurgerea tuturor acestor pași, este declarată câștigătoare țara al cărei cântec a fost interpretat mai devreme în acea seară.
Începând din 2009, aceeași regulă este folosită pentru orice fel de egalitate, nu numai pentru primul loc.
Până în prezent, singura ocazie de după 1969 când a existat o egalitate pentru locul I a fost în 1991, când Franța și Suedia au acumulat fiecare câte 146 de puncte. În 1991, regulamentul nu lua în considerare numărul de țări care au votat cele 2 țări aflate la egalitate, ci compara direct numărul de ocazii cu care au primit 12 puncte, 10 etc. Suedia a câștigat fiindcă a primit de mai multe ori 10 puncte. Conform regulii actuale, Franța ar fi câștigat.

## Reguli
Există un număr de reguli ce trebuie respectate de către națiunile participante. Regulile sunt numeroase și detaliate, iar în fiecare an sunt redactate din nou, specificându-se datele exacte până la care anumite lucruri trebuie făcute (de exemplu, termenul până la care toate televiziunile participante trebuie să înainteze versiunile finale ale cântecelor către EBU). Multe dintre reguli se referă la acordurile de sponsorizare și la drepturile televiziunilor de a retransmite spectacolul. Cele mai notabile reguli, care realmente afectează formatul și prezentarea concursului, s-au schimbat întrucâtva de-a lungul anilor și sunt evidențiate aici.

### Organizare
În 1958, s-a decis ca, de atunci înainte, țara câștigătoare să organizeze concursul în anul următor. De când a fost instituită această regulă, țările învingătoare au fost de acord să organizeze în anul următor de fiecare dată, cu 6 excepții:
- 1960: găzduit de BBC în Londra, după ce Țările de Jos au refuzat din cauza costurilor. Regatul Unit a fost ales să găzduiască evenimentul pentru că s-a clasat pe locul 2 în ediția din 1959.[41]
- 1963: organizat de BBC în Londra, după ce Franța a refuzat din același motiv. Deși Regatul Unit ieșise doar pe locul 4 în 1962, Monaco și Luxemburg (care ocupaseră locurile 2 și 3) au refuzat, de asemenea.[41]
- 1972: organizat de BBC în Edinburgh, fiindcă televiziunea din Monaco nu a reușit să asigure o sală de spectacole adecvată. Télé Monte Carlo a invitat BBC să preia organizarea pe baza experiențelor anterioare.[41]
- 1974: găzduit de BBC în Brighton, după ce Luxemburgul a refuzat din motive financiare. BBC își câștigase o reputație ca organizator implicit în astfel de cazuri.[53]
- 1980: găzduit de NOS în Haga, când Israelul a refuzat din motive financiare, după ce organizase ediția din 1979 în Ierusalim, și pentru că data aleasă pentru desfășurarea concursului (19 aprilie) concidea cu sărbătorirea Zilei Eroilor în Israel în acel an. Țările de Jos s-au oferit să găzduiască evenimentul, după ce multe alte țări (inclusiv Regatul Unit) au refuzat.[41]
- 2023 : găzduit de BBC în Liverpool, deoarece Ucraina nu a putut găzdui concursul din cauza războiului ruso-ucrainean.

Nedorința acestor țări de a organiza competiția se datorează, în mare parte, a costurilor mari și/sau a faptului că o găzduiseră deja recent.

### Muzică live
Întreaga parte vocală trebuie să fie interpretată în direct (live), nefiind permise voci de suport (voce de fundal) pe versiunile instrumentale ale cântecelor. În 1999, cântecul croat a avut pe negativ sunete care semănau dubios cu niște voci umane. Delegația croată a declarat că nu erau voci umane, ci sunete sintetizate digital pentru a replica voci, însă EBU a decis că spiritul regulilor fusese încălcat. În consecință, 33% din punctele obținute de Croația în 1999 nu au fost luate în considerare în scopul calculării mediei punctelor obținute de Croația în ultimii cinci ani, care urma să fie folosită pentru a decide dacă țara era calificată sau nu în concursurile viitoare.
Între 1956 și 1998, a fost obligatoriu ca țara-gazdă să ofere o orchestră live, înainte de 1973 fiind chiar obligatoriu ca instrumentația să fie realizată live de orchestră. Începând din 1973, sunt permise negative preînregistrate; cu toate acestea, televiziunea organizatoare era obligată să asigure o orchestră pentru a putea da participanților o alternativă. În cazul utilizării unui negativ, a fost obligatoriu până în 1996 inclusiv ca toate instrumentele auzite pe acesta să fie prezente pe scenă.
În 1999, regulile au fost schimbate, înlăturându-se necesitatea de a avea o orchestră live, aceasta din urmă rămânând o contribuție opțională. Organizatorul din acel an, IBA (Israel), a decis să nu folosească o orchestră din cauza cheltuielilor necesare, iar 1999 a devenit primul an în care toate cântecele au fost cântate cu negativ. De atunci, nu s-au mai folosit orchestre live.

### Limbi
Regula referitoare la obligativitatea participanților de a cânta în una dintre limbile oficiale ale țărilor pe care le reprezintă a fost schimbată de mai multe ori de-a lungul timpului. În 1966, s-a impus restricția de limbă, după ce Suedia a participat în 1965 cu un cântec în engleză.
Restricția a continuat până în 1973, când a fost abrogată, iar interpreții au fost liberi să cânte în orice limbă doreau. Mai mulți câștigători din mijlocul deceniului 1970 au profitat de acest lucru cântând în engleză, spre exemplu ABBA (1974).
În 1977, EBU a decis să reintroducă restricția, făcând o excepție pentru Germania și Belgia, ale căror selecții naționale avuseseră deja loc — cântecele ambelor țări erau în engleză.
În 1999, regula a fost din nou înlăturată. Astfel, Belgia a trimis în 2003 și 2008 cântece în limbi artificiale. Țările de Jos au trimis în 2006 o piesă cântată parțial în engleză și parțial într-o limbă artificială. În 2011, piesa Norvegiei a fost cântată în engleză și swahili, folosind în premieră o limbă africană.
O altă regulă, care a existat dintotdeauna, este că toate cântecele trebuie să aibă și o parte vocală — nu sunt permise cântecele pur instrumentale.

### Transmitere
Fiecare televiziune participantă este obligată să transmită integral și în direct programul, inclusiv toate cântecele, trecerile în revistă, votarea și interpretarea de la final a cântecului câștigător, înlocuind doar intermediul cu pauze publicitare dacă dorește. Din 1999, posturile care au dorit au primit șansa să insereze mai multe pauze, fiindcă s-au introdus mai multe segmente scurte, neesențiale în emisiune. Numai de trei ori a fost încălcată această regulă. Transmisiunea în Țările de Jos a fost întreruptă în 2000 de NOS pentru a oferi știri de ultimă oră despre o explozie catastrofică de artificii în Enschede. RTVE (Spania) a transmis cu întârziere cea de-a doua semifinală a ediției din 2009 din cauza campionatului de tenis Madrid Open din 2009. RTSH (Albania) a difuzat prima semifinală din 2012 cu întârziere pentru a putea oferi informații de ultimă oră privitoare la un accident rutier major. Acestea au fost, tehnic, violări ale regulamentului, însă au fost făcute din necesitate.

#### Probleme de recunoaștere geopolitică
În 1978, în timpul cântecului israelian, televiziunea din Iordania JRTV a arătat imagini cu flori. Spre sfârșitul secvenței de votare, când devenise evident că Israelul urma să câștige, JRTV a întrerupt abrupt transmisiunea. După aceea, presa iordaneză nu a recunoscut faptul că Israelul câștigase și a anunțat că învingătoare a fost Belgia (care, de fapt, se clasase pe locul 2). În 1981, JRTV nu a transmis secvența de votare, fiindcă numele Israelului apărea pe tabela de marcaj.
În 2005, Libanul și-a exprimat dorința de a participa în competiție. Totuși, legea libaneză interzice recunoașterea Israelului ca stat independent și, prin urmare, televiziunea libaneză a anunțat că intenționa să nu transmită interpretarea piesei din Israel, fiind apoi informată de EBU că acest lucru nu ar fi în conformitate cu regulile concursului. În consecință, Libanul a fost forțat să se retragă. Retragerea târzie a atras o amendă, fiindcă Libanul își confirmase participarea, iar termenul de retragere trecuse deja. Cu toate acestea, albumele Concursului Muzical Eurovision încă s-au aflat pe piața libaneză până în 2009, cuvântul „Israel” fiind șters de pe copertă. Începând din 2010, e interzisă comercializarea albumelor.

### Altele
- La primul concurs (din 1956), a existat o limită de timp recomandată de 3,5 minute pe cântec.[61] În 1957, în ciuda protestelor, cântecul italian a avut o durată de 5 minute și 9 secunde. Acest lucru a dus la impunerea unei limite stricte de 3 minute.[62] De când limita de timp a fost impusă în 1960, câțiva artiști au avut cântece mai lungi de 3 minute, care au fost editate pentru participarea la concurs, deși unele depășesc limita cu câteva secunde. De asemenea, câteva cântece participante au avut versiuni mai lungi (inclusiv remixuri sau versiuni în alte limbi) pe piață.
- Nu există o restricție generală privitoare la naționalitatea interpreților, a compozitorilor sau a textierilor. Individual, însă, televiziunile participante pot impune astfel de reguli la discreție.[34]
- Între 1957 și 1970, cântecele au putut fi interpretate de maxim 2 soliști, adăugându-se în 1963 posibilitatea de a avea maxim 3 coriști. Începând din 1971, numerele muzicale pot fi realizate de maxim 6 interpreți (incluzând dansatorii și alte persoane care se află pe scenă ca parte a performanței).[34]
- Interpretarea și/sau versurile niciunui cântec participant nu trebuie să dezonoreze concursul.[20]
- Începând din 1990, toate persoanele de pe scenă trebuie să aibă o vârstă de cel puțin 16 ani.[20]
- Muzica și textul trebuie publicate cel devreme pe data de 1 septembrie a anului precedent celui în care se organizează concursul. Unele țări au și regula adițională ca piesele să nu fie publicate sau interpretate public înainte de selecția națională. Nu sunt permise coveruri, utilizarea de părți din alte cântece mai vechi sau remixuri ale acestora.[63]

## Extinderea concursului

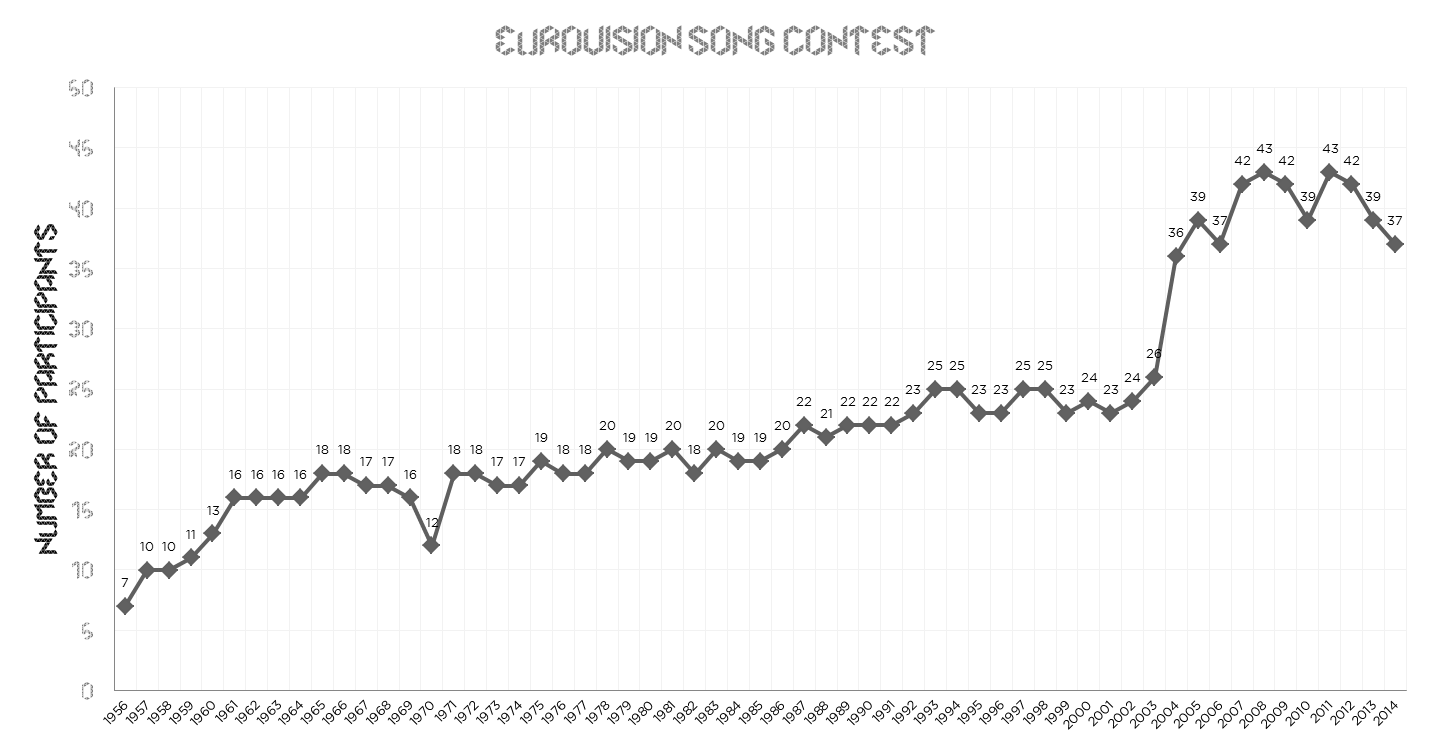
Acest grafic conține numărul țărilor participante la Eurovision, din 1956 până în 2014

Participanți tipici în 1992. Iugoslavia este colorată cu roșu: 1991 este ultimul an în care țara a participat sub un singur nume.

Participanți tipici în 1994. Schimbările față de 1992 includ adăugarea de state central- și est-europene și separarea statelor ex-iugoslave.

Numărul de țări participante a cunoscut o creștere stabilă în timp, ajungându-se de la 7 țări (în 1956) la peste 20 (la sfârșitul deceniului 1980). În 1993, 25 de țări au luat parte la competiție, în acel an participând și Bosnia și Herțegovina, Croația și Slovenia, care au intrat independent pentru prima oară de la destrămarea Iugoslaviei.
Din moment ce competiția este o emisiune de televiziune în direct, trebuie impusă o limită rezonabilă de timp pentru durata show-ului. În ultimii ani, limita nominală a fost de 3 ore, transmisiunea depășind de câteva ori timpul alocat.

### Preselecții și retrogradare
Începând din 1993, ca urmare a unirii EBU cu rețeaua est-europeană OIRT, mai multe țări au dorit să participe, rezultând imposibilitatea de a include toate cântecele într-o singură emisiune TV. Mai multe sisteme de retrogradare sau calificare au fost, deci, încercate pentru limitarea numărului de participanți în fiecare an. Ediția din 1993 a introdus 2 lucruri: în primul rând, o preselecție ținută la Ljubljana, în care 7 țări noi s-au întrecut pentru 3 locuri în competiția propriu-zisă. Bosnia și Herțegovina, Croația, Estonia, România, Slovenia, Slovacia și Ungaria au participat la Kvalifikacija za Millstreet (Calificarea pentru Millstreet), iar Bosnia și Herțegovina, Croația și Slovenia s-au calificat în concurs. Țările aflate pe ultimele locuri în finala din 1993 au fost forțate să rămână pe dinafară în anul următor, pentru a da șansa celor 4 țări necalificate să participe în 1994. Pe lângă cele 4 țări, și-au mai făcut în 1994 debutul și Lituania, Polonia și Rusia.
Acest sistem de retrogradare a continuat în 1994 și 1995, dar în 1996 s-a folosit un alt sistem de preselecție, la care au participat aproape toate țările. Casete audio cu toate cântecele au fost trimise către jurii din toate țările participante cu câteva săptămâni înainte de spectacol și, astfel, s-au ales cele 23 de țări care urmau să participe la concursul propriu-zis. Norvegia, ca țară organizatoare, s-a calificat automat, netrecând prin preselecție.
Una dintre țările necalificate în 1996 a fost Germania. Ca unul din cei mai mari contribuitori financiari ai EBU, neparticiparea acestei țări a adus o problemă financiară, pe care EBU a încercat, mai târziu să o rezolve.

#### Big Four/Big Five
Începând din 2000, Franța, Germania, Regatul Unit și Spania sunt calificate automat în finală, indiferent de pozițiile ocupate de acestea în trecut, datorită statutului lor ca cei mai mari 4 contribuitori financiari către EBU. În consecință, aceste 4 țări au devenit cunoscute ca „Big Four” („Marile Patru”). Germania este prima țară care a câștigat concursul de când a apărut această regulă, când Lena Meyer-Landrut a câștigat Concursul Muzical Eurovision 2010. Pe 31 decembrie 2010, EBU a anunțat că Italia, care nu mai participase după 1997, urma să revină în concurs și să se califice automat în finală. Astfel, „Big Four” au devenit „Big Five” („Marile Cinci”), lucru ce a stârnit controverse — Turcia s-a retras în 2013, fiind nemulțumită de statutul țărilor din grupul „Big Five”.

#### Calificare
Între 1997 și 2003, țările s-au calificat în concurs pe baza mediei punctelor acumulate de acestea în ultimii 5 ani. Totuși, acest sistem a stârnit nemulțumire, fiindcă o țară putea fi descalificată numai din cauza rezultatelor trecute, indiferent de cât de bună ar fi putut fi o încercare proaspătă. Acest lucru a determinat EBU să găsească ce spera să fie o soluție permanentă acestei probleme, și anume ca evenimentul să fie format din două spectacole: o semifinală și o finală. În aceste două emisiuni, exista suficient timp pentru includerea tuturor țărilor ce doreau să participe. Între 2004 și 2007, a existat o singură semifinală. Începând din 2008, există două semifinale. Țările calificate din semifinale participă în finală. Din nou, „Big Four”/„Big Five” sunt calificate automat.

#### Semifinale
O rundă de calificare, cunoscută sub numele de „semifinală”, a fost introdusă în 2004. Semifinala din 2004 s-a ținut în miercurea din Săptămâna Eurovision. Cele mai bine clasate cântece din semifinale s-au calificat pentru finala de sâmbătă, celelalte fiind eliminate. Între 2005 și 2007, semifinala s-a ținut în joia din Săptămâna Eurovision.
„Big Four” și cele mai bine clasate 10 țări non-„Big Four” din marea finală erau calificate automat în finala din anul următor. Orice altă țară ce voia să participe în anul următor trebuia să treacă prin semifinală.
La cea de-a 50-a ședință anuală a Grupului de Referință EBU din septembrie 2007, s-a decis ca din 2008 să existe 2 semifinale. Începând din 2008, pozițiile de pe tabelă nu mai sunt relevante, iar — în afară de „Big Four”/„Big Five” și de țara organizatoare — toate țările participante trebuie să participe în semifinală, indiferent de rezultatele trecute.
În fiecare semifinală, votarea se face de către țările participante în acea semifinală și jumătate din țările calificate automat (se organizează o tragere la sorți pentru a vedea care dintre ele votează în care semifinală). În contrast, toate țările participante votează în finală, indiferent dacă s-au calificat sau nu.
În fiecare semifinală, după ce toate voturile sunt acordate, cele 10 țări calificate în finală sunt anunțate de prezentatori, însă nu se specifică poziția în clasament sau numărul de puncte. Clasamentele complete sunt publicate pe situl oficial Eurovision după terminarea finalei.

## Câștigători
Pentru mai multe detalii, vedeți Lista câștigătorilor Concursului Muzical Eurovision.
Câștigarea Concursului Muzical Eurovision oferă artiștilor învingători o oportunitate unică de a se folosi de publicitatea ce îi înconjoară pentru a-și avansa carierele.

### Artiști
Cel mai notabil artist câștigător al concursului a cărui carieră a fost lansată internațional în urma victoriei este formația ABBA, care a câștigat concursul reprezentând Suedia în 1974 cu piesa „Waterloo”. ABBA a devenit, apoi, una dintre cele mai de succes formații muzicale din toate timpurile.
Altă câștigătoare notabilă care s-a bucurat de faimă și succes internațional în urma participării la concurs este cântăreața canadiană Céline Dion, care a câștigat concursul pentru Elveția în 1988 cu piesa „Ne partez pas sans moi”.
Alți artiști care s-au bucurat, în diferite măsuri, de succes după câștigarea concursului sunt France Gall („Poupée de cire, poupée de son”, Luxemburg 1965), Dana („All Kinds of Everything”, Irlanda 1970), Vicky Leandros („Après toi”, Luxemburg 1972), Brotherhood of Man („Save Your Kisses for Me”, Regatul Unit 1976), Marie Myriam („L'oiseau et l'enfant”, Franța 1977), Johnny Logan („What's Another Year”, Irlanda 1980; „Hold Me Now”, Irlanda 1987), Bucks Fizz („Making Your Mind Up”, Regatul Unit 1981), Nicole Hohloch („Ein bißchen Frieden”, Germania 1982), Herreys („Diggi-Loo Diggi-Ley”, Suedia 1984) și Sandra Kim („J'aime la vie”, Belgia 1986).
Mulți alți câștigători erau deja faimoși și au câștigat competiția în mijlocul carierei, când aveau deja o reputație. Un exemplu sunt Katrina and the Waves, care au reprezentat Regatul Unit în 1997 cu „Love Shine a Light”. La fel, Sandie Shaw, care a câștigat în 1967 cu „Puppet on a String”, era deja cunoscută în Regatul Unit.
Unii artiști, totuși, au dispărut, relativ, în obscuritate, neavând impact asupra scenei muzicale internaționale după ce au câștigat.

### Țări
Irlanda deține recordul pentru cel mai mare număr de victorii, câștigând de șapte ori (câștigând chiar de 3 ori consecutiv — în 1992, 1993 și 1994). Suedia a câstigat concursul de 7 ori, ultima dată în 2023. Franța, Luxemburg, Tarile de jos și Regatul Unit sunt următoarele, câștigând de 5 ori fiecare.
Primele ediții ale concursului au adus multe victorii țărilor „tradiționale” de la Eurovision: Franța, Luxemburg și Țările de Jos. Cu toate acestea, succesul acestora în concurs s-a diminuat în ultimele decenii; Țările de Jos au câștigat pentru ultima oară în 2019; Franța, în 1977; iar Luxemburg, în 1983. Luxemburgul a participat pentru ultima oară în 1993.
În primii ani ai secolului al XXI-lea, mai multe țări au câștigat pentru prima oară: țări intrate recent și țări ce participă de mai mult timp. În perioada 2001–2008, 8 țări au câștigat pentru prima oară. Estonia (2001) este prima câștigătoare ex-URSS, Finlanda (2006) a câștigat la a 45-a participare, Ucraina (2004) a câștigat la a doua participare, iar Serbia (2007) a câștigat la prima participare ca stat independent. O altă victorie relativ rapidă a aparținut Azerbaidjanului (2011), care a câștigat la a patra participare.
În 2009, Norvegia a câștigat concursul cu 387 de puncte, cel mai mare total din istoria competiției, devenind prima țară care a obținut cel puțin 300 de puncte și scoruri maxime de la 16 țări. Recordul de punctaj a fost aproape egalat în 2012, când Suedia a câștigat cu 372 de puncte, dar a stabilit un nou record de 18 scoruri maxime. În 2015, Suedia a caștigat cu 365 de puncte, Rusia clasându-se a doua cu 303, concursul devenind primul din istorie cu două participante cu punctaje peste 300 de puncte.

## Critici și controverse
Concursul a fost supus criticilor în ceea ce privește calitatea muzicii și percepția că este afectat mai mult de politică decât de muzică.

### Stiluri muzicale și prezentare
Din moment ce cântecele sunt cântate unei audiențe diverse și multinaționale, iar țările vor să obțină cât mai multe reacții pozitive, majoritatea pieselor au aparținut muzicii de varietăți în stil pop. Devierile de la această formulă au avut rareori succes, fapt ce a dus la reputația concursului de competiție de muzică produsă „la grămadă”. Acest șablon care a fost constatat a fost oprit prin victoria finlandeză din 2006 a trupei de hard rock Lordi.
Din moment ce Concursul Muzical Eurovision este un show vizual, multe numere încearcă să impresioneze publicul prin alte moduri decât prin muzică, de multe ori prin spectacole de lumini și artificii, prin pirotehnie, uneori ajungându-se la gesturi și costume bizare, inclusiv costume ce acoperă doar o parte a corpului.

### Votare geopolitică
Concursul este acuzat de mult timp de unii ca nefiind corect din punct de vedere politic, percepția fiind că jurații — și acum publicul — alocă puncte pe baza relației țării lor cu celelalte națiuni mai mult decât pe baza meritelor muzicale ale cântecelor. Conform unui studiu al tiparelor de votare de la Eurovision, unele țări tind să formeze grupuri („blocuri de votare”) și clișee prin faptul că votează similar de fiecare dată. Alt studiu ajunge la concluzia că până în 2006, de cel puțin două ori, blocurile de votare au afectat decisiv rezultatele concursului. Pe de altă parte, alții nu sunt de acord și sunt de părere că unele țări alocă puncte disproporționat de mari altora din cauza culturilor, limbilor și gusturilor muzicale similare și că, în consecință, au o șansă mai mare de a-și aprecia reciproc cântecele.
Un alt factor influent este proporția mare de expatriați, minorități etnice și diaspore care trăiesc în unele țări, de multe ori din cauze financiare sau politice. Deși jurații și televotanții nu pot vota pentru țara lor, expatriații și diaspora pot vota pentru țara lor de origine din țara lor de reședință.
Din moment ce toate țările alocă același număr de puncte, indiferent de populație, votanții din țările mai populate au mai puțină putere ca indivizi de a influența rezultatul concursului decât cei din țările mai puțin populate.
Într-o mișcare pentru reducerea efectelor blocurilor de votare de la introducerea televotului în Concursul Muzical Eurovision, au fost reintroduse juriile naționale, în tandem cu televotul, în finala din 2009, fiecare contând în proporție de 50%. Acest sistem hibrid a fost extins în 2010, fiind implementat și în semifinale. Cu toate acestea, din 1994, nicio țară nu a câștigat de două ori consecutiv, iar semifinalele au fost, de asemenea, câștigate de țări diferite până în 2012, când Suedia a câștigat a doua semifinală pentru a doua oară consecutiv. Deși multe țări acordă 12 puncte acelorași țări în fiecare an, s-a observat că și factori precum alte seturi mari de puncte (7, 8, 10 puncte) sau numărul de țări care acordă puncte unei anumite țări afectează, de asemenea, clasamentul final.

## Emisiuni derivate
Un număr de emisiuni derivate și imitații ale Concursului Muzical Eurovision au fost produse de-a lungul timpului — unele, naționale, altele, internaționale.
Competiții similare care încă există în prezent includ:
- Festivalul Internațional de Muzică de la Sopot (1961–1980, 1984–1998, 2005–2009, 2012–prezent), ținut anual în Sopot, Polonia.
- Östersjöfestivalen, cunoscut și ca Concursul Muzical Baltic (1967–prezent), ținut anual în Karlshamn, Suedia.
- Caribbean Song Contest (1984–prezent), desfășurat anual între membrii Uniunii Caribiene de Radio-Televiziune.
- Concursul Muzical Eurovision Junior (2003–prezent), pentru artiști europeni mai tineri de 16 ani.
- Bundesvision Song Contest (2005–prezent), desfășurat anual între cele 16 state germane.
- Our Sound (2012–prezent), versiunea asiatico-pacifică.[92]
- Concursul Muzical Eurovision Asia Song Contest (2018-   ), pentru artistii din Asia

Competiții similare care nu mai există includ:
- Castlebar Song Contest (1966–1986, 1988), ținut anual în Castlebar, Comitatul Mayo, Irlanda.
- Yamaha Music Festival, cunoscut și ca World Popular Song Festival (1970–1987, 1989), ținut anual în Tokio, Japonia.
- OTI Festival (1972–1998, 2000), desfășurat între țările hispanice din Europa și America. Țările puteau trimite cântece numai în spaniolă și portugheză.
- Intervision Song Contest (1977–1980), desfășurat între țările din blocul răsăritean.
- MGP Nordic (2002, 2006–2009), pentru artiști sub 16 ani din țările nordice.
- World Oriental Music Festival (2005), cu participanți din Europa și Asia.

În toamna anului 2005, EBU a organizat o emisiune specială pentru celebrarea celei de-a 50-a aniversări a Concursului Muzical Eurovision. Emisiunea, denumită Congratulations (după cântecul lui Cliff Richard din 1968) s-a transmis din Copenhaga și a avut ca invitați mai mulți artiști din cei 50 de ani de concurs. A fost organizat un televot pentru a determina cel mai popular cântec de la Eurovision din toate timpurile, „Waterloo” (ABBA, Suedia 1974) ocupând locul I.